# (11427) Willemkolff
(11427) Willemkolff (2611 P-L) – planetoida z pasa głównego asteroid okrążająca Słońce w ciągu 5 lat i 235 dni w średniej odległości 3,17 j.a. Odkryła ją 24 sierpnia 1960 roku trójka holenderskich astronomów – Cornelis Johannes van Houten, Ingrid van Houten-Groeneveld i Tom Gehrels.